# Strada provinciale

Schild der SP1

Altes Schild der SP7 (1959–1992)

Als Strada provinciale (deutsch Provinzialstraße, Abkürzung SP) beziehungsweise in Südtirol Landesstraße (Abkürzung LS) wird in Italien eine Straße bezeichnet, die in der Verantwortung einer Provinz oder einer Metropole liegt. Zum Teil handelt es sich um eine frühere Strada statale (dt.: „Staatsstraße“), die seit der Gesetzesänderung 1998 von einer Provinz erhalten wird, aber ihre Nummer behalten hat. Teilweise behielten diese ihre alte Nummer; dieser wird dann SP statt früher SS vorangestellt. In manchen Provinzen bekamen die ehemaligen Staatsstraßen aber auch neue Nummern. Seit 2018 wird nach und nach ein Teil der ehemaligen Staatsstraßen wieder zu Staatsstraßen aufgestuft.
Die Strade provinciale weisen recht unterschiedliche Zustände auf. Es gibt sowohl autobahnähnliche Straßen (vor allem ehemalige Staatsstraßen), normale asphaltierte Straßen, Kopfsteinpflaster als auch wassergebundene Fahrbahnbeläge. Passstraßen im Gebirge weisen teilweise keine Sicherungen gegen den Abgrund auf, vorhandene Sicherungen sind teilweise marode. Die Fahrbahnbreite variiert stark, mit sehr engen Abschnitten ist zu rechnen.

## Technische Klassifizierungen
„Strada provinciale“ ist eine administrative Klassifikation. SP kann technisch als eine Hauptverkehrsstraße (Typ B) oder als eine Nebenstraße (Typ C) oder als lokale außerstädtische Straße (Typ F) klassifiziert werden.
Wenn sie Städte mit mehr als 10.000 Einwohnern durchqueren, handelt es sich um eine städtische Straße (Typ D und E). Wenn sie Städte oder Siedlungen mit einer Einwohnerzahl von weniger als 10.000 Einwohnern durchqueren, sind sie städtisch (Typ D, E oder F), aber die Zuständigkeit liegt hier bei der Provinz.

## Rechtliche Definitionen
Nach der Beschreibung eines Gesetzes von 1958 sind die Strade provinciale:
1. Straßen, die Hauptorte der Provinzen oder Gemeinden untereinander oder mit der Provinzhauptstadt verbinden;
2. Straßen, die Hauptorte von Gemeinden an das staatliche und provinziale Netz anbinden, die aufgrund ihrer Bevölkerungszahl oder als Sitz wichtiger Industrien oder als Zentren intensiver gewerblicher Tätigkeit oder als klimatische oder touristische Zentren von erheblicher Bedeutung sind;
3. Straßen, die die Provinz- oder Metropolhauptstädte mit den nächsten Flughäfen, Bahnhöfen, Seehäfen oder Flusshäfen verbinden.
4. Straßen, die direkte und wichtige Verbindungen zwischen Provinzstraßen darstellen oder als notwendig für die Entwicklung wichtiger landwirtschaftlicher Aktivitäten anerkannt sind.

Das italienische Straßenverkehrsgesetz definiert:

„Straßen sind Provinzstraßen, wenn sie die Provinzhauptstadt mit den Hauptorten einzelner Gemeinden der jeweiligen Provinz oder mehrere Hauptorte von Gemeinden miteinander verbinden, wenn sie die Hauptorte von Gemeinden mit dem Landes- oder Regionalnetz verbinden oder wenn sie aus industriellen, gewerblichen, landwirtschaftlichen, touristischen und klimatischen Gründen besonders wichtig sind.“

## Galerie

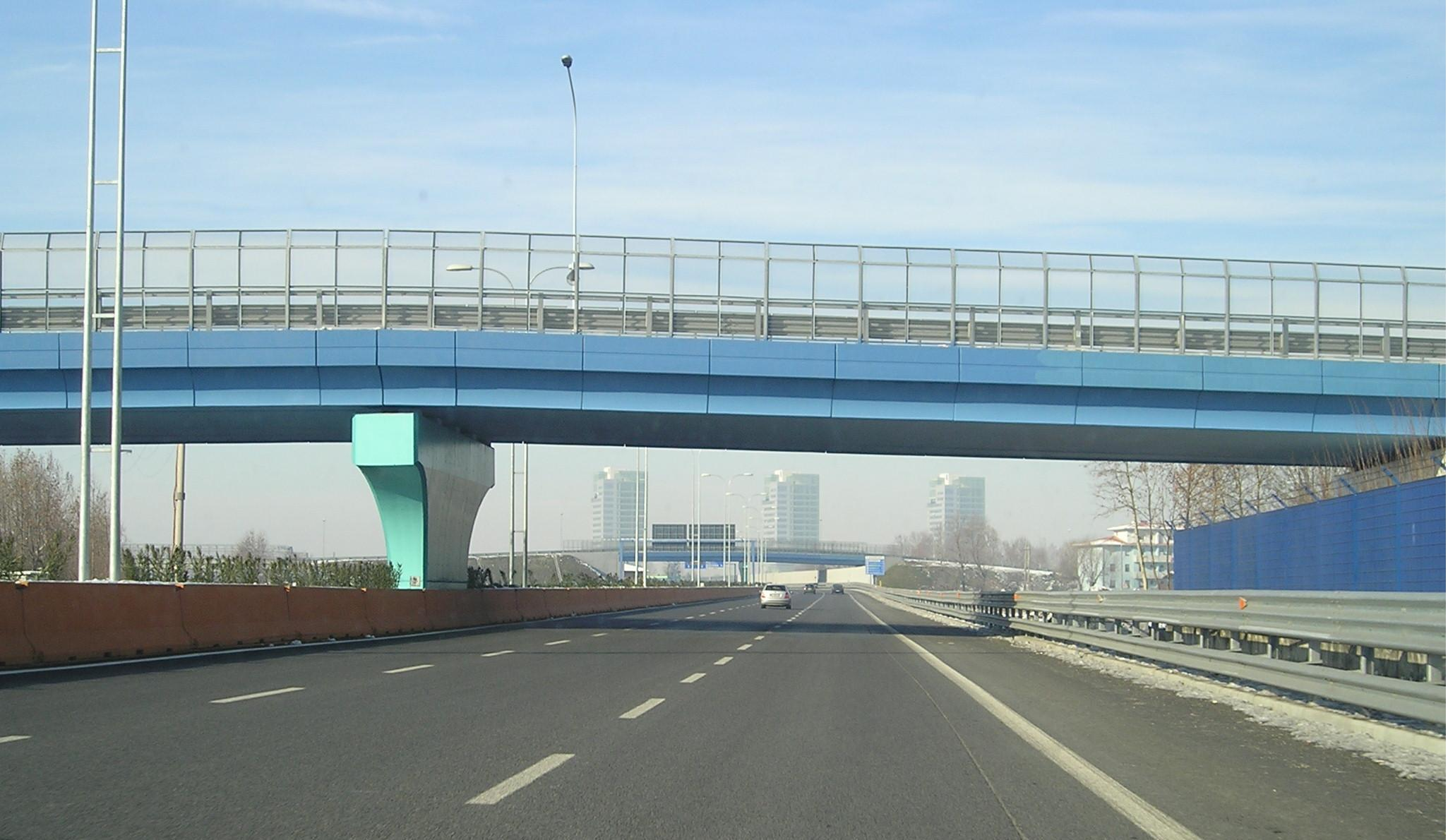
Die Tangenziale Sud di Brescia über der SP ex SS 11.
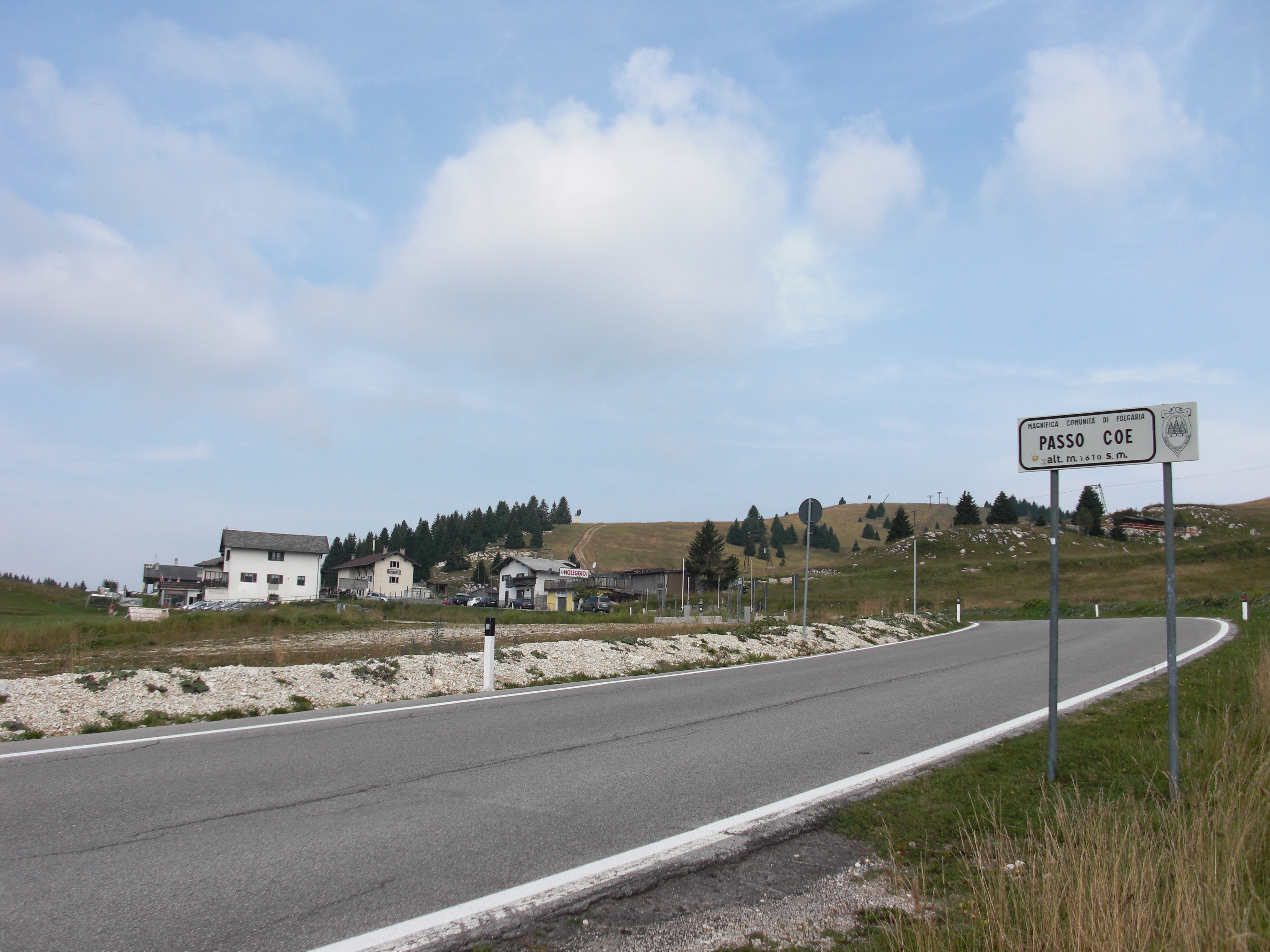
Die SP 143 bei Francolini.
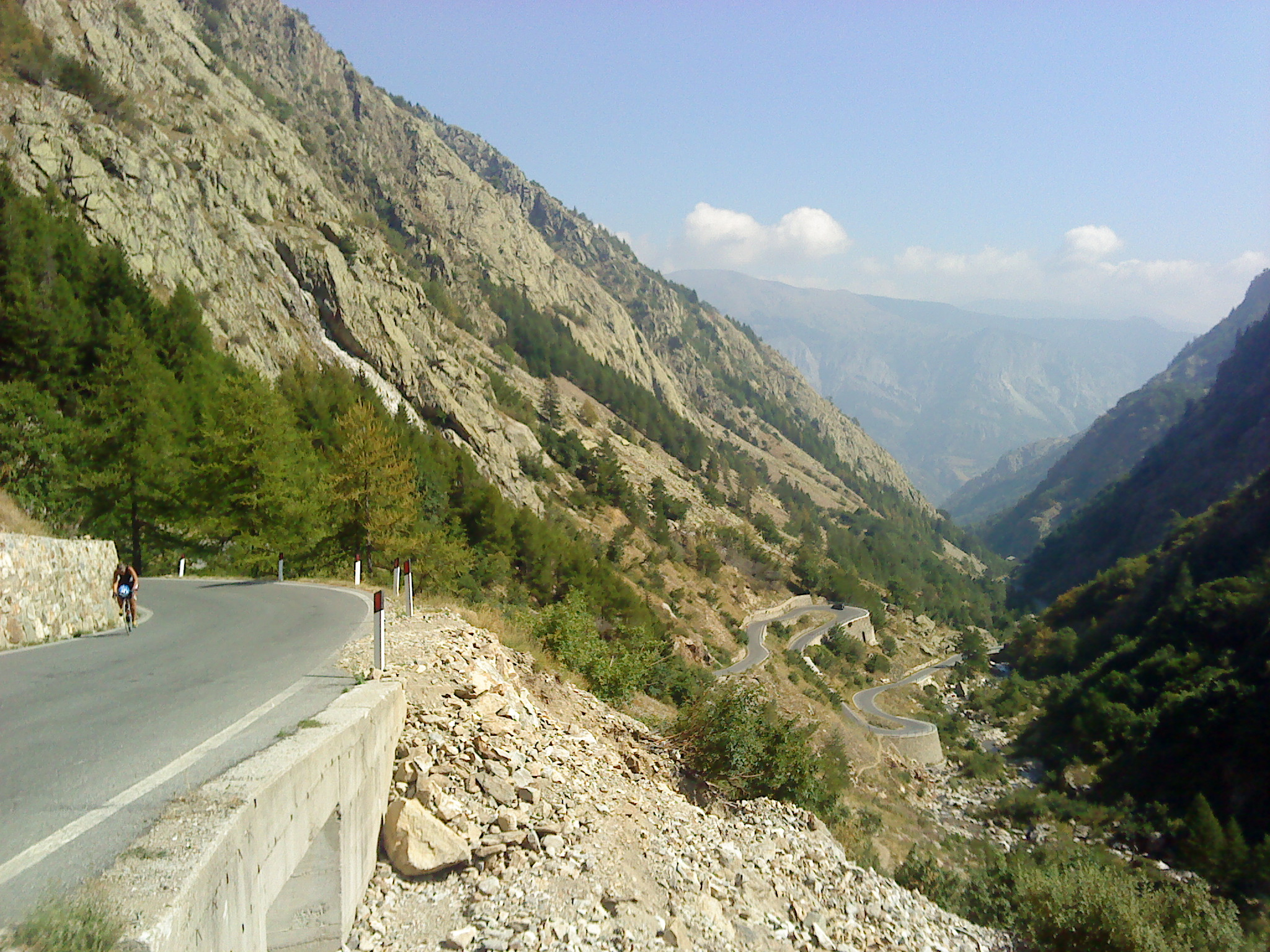
Die SP 225 am Col de la Lombarde.
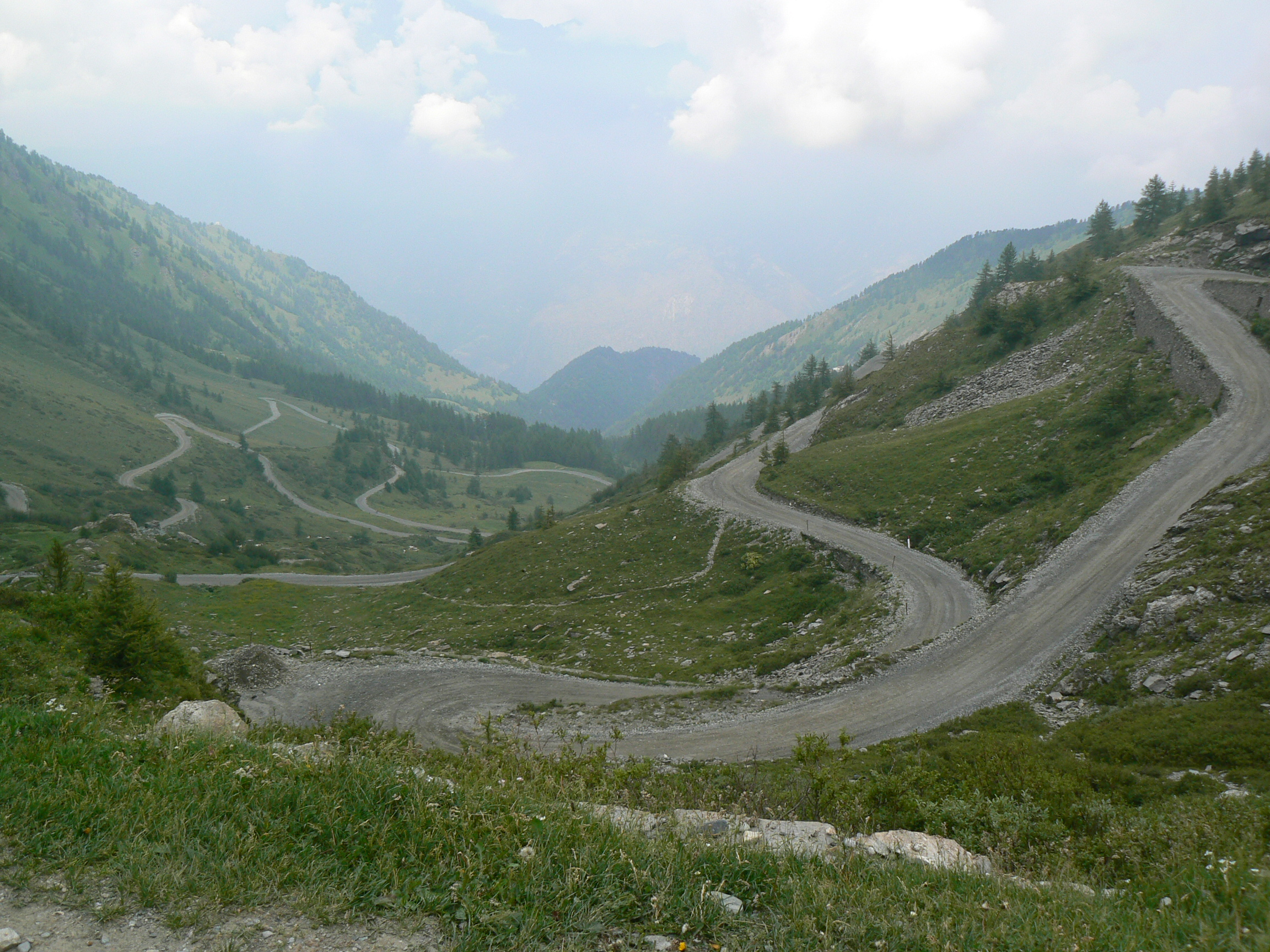
Die SP 175 am Colle delle Finestre.
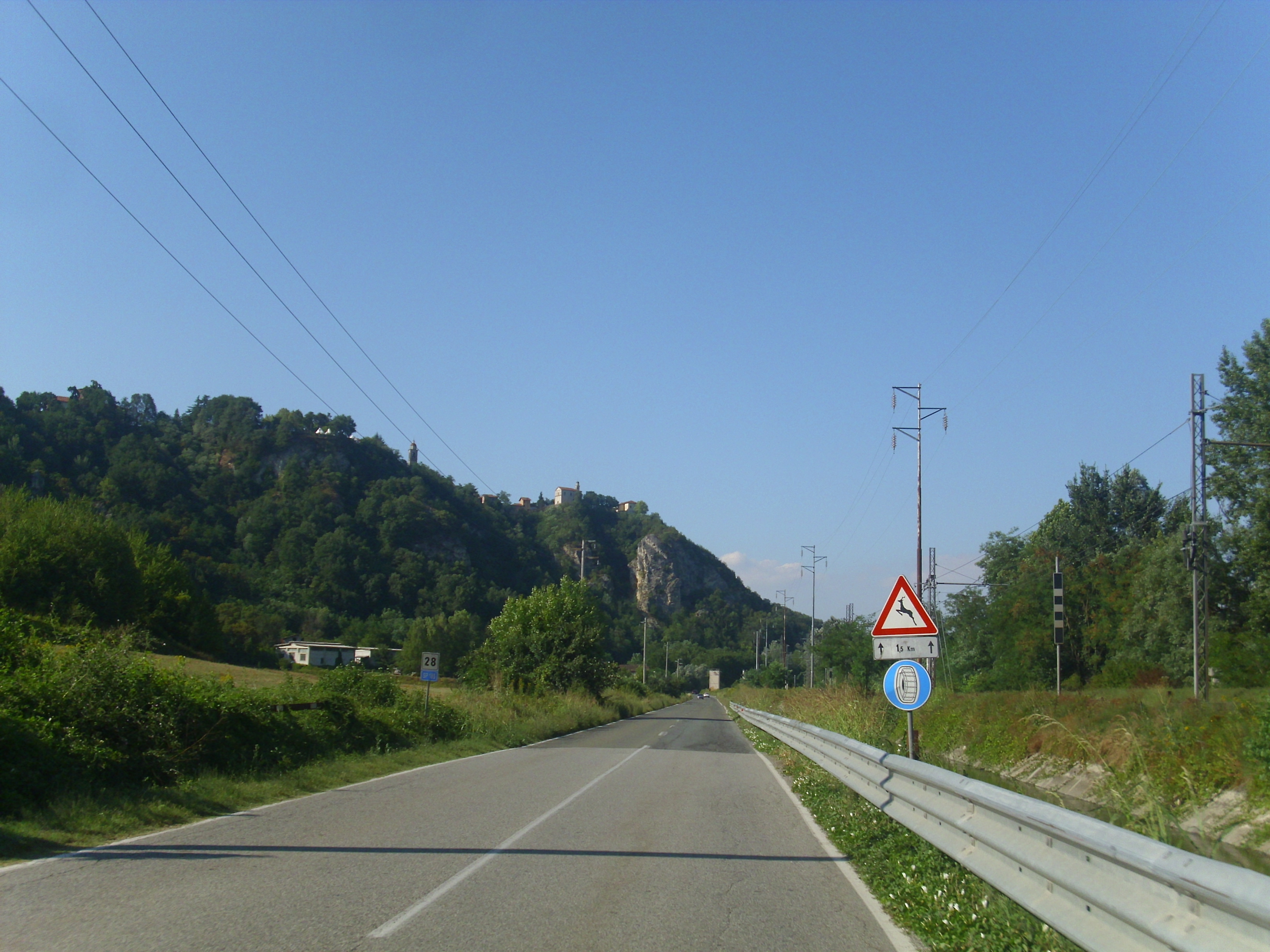
Die SP 185 bei Rocca Grimalda.